# ميخائيل كوهن (لاعب كريكت)
ميخائيل كوهن (4 أغسطس 1998 في جنوب أفريقيا - ) (بالإنجليزية: Michael Cohen)‏ هو لاعب كريكت جنوب أفريقي.

## وصلات خارجية
- ميخائيل كوهن على موقع إي آس بي آن كريك إنفو (الإنجليزية)